# NGC 4628
NGC 4628 је спирална галаксија у сазвежђу Девица која се налази на NGC листи објеката дубоког неба.
Деклинација објекта је - 6° 58' 15" а ректасцензија 12h 42m 25,3s. Привидна величина (магнитуда) објекта NGC 4628 износи 13,5 а фотографска магнитуда 14,3. NGC 4628 је још познат и под ознакама MCG -1-32-41, MK 1333, IRAS 12398-0641, PGC 42681.